# Гармайстер Ольга Валентинівна
Гармайстер Ольга Валентинівна (17 березня 1958) — радянська баскетболістка.
Бронзова призерка Олімпійських ігор 1988 року.